# Si major
Si major este o gamă majoră bazată pe Si, compusă din Si, Do♯, Re♯, Mi, Fa♯, Sol♯ și La♯. Armura sa are 5 diezi. Gama sa majoră relativă este Sol diez minor și gama sa majoră paralelă este Si minor, iar echivalentul său enarmonic este Do bemol major.
Gama naturală Si major este:

## Acorduri de grad de scară
Acordurile gradului de gamă din Mi major sunt:
- Tonic – Si major
- Supertonic – Do♯ minor
- Mediant – Re♯ minor
- Subdominant – Mi major
- Dominant – Fa♯ minor
- Submediant – Sol♯ minor
- Subtonic – La♯ diminuat